# Élections législatives de 2017 dans l'Eure
Les élections législatives françaises de 2017 se déroulent les 11 et 18 juin 2017. Dans le département de l'Eure, cinq députés sont à élire dans le cadre de cinq circonscriptions.

## Élus
| Circonscription                                 | Député sortant      | Parti  | Parti  | Député élu ou réélu       | Parti | Parti |
| ----------------------------------------------- | ------------------- | ------ | ------ | ------------------------- | ----- | ----- |
| 1re                                             | Bruno Le Maire      |        | LR     | Bruno Le Maire            |       | LREM  |
| 2e                                              | Jean-Louis Destans* |        | PS     | Fabien Gouttefarde        |       | LREM  |
| 3e                                              | vacant              | vacant | vacant | Marie Tamarelle-Verhaeghe |       | MoDem |
| 4e                                              | François Loncle*    |        | PS     | Bruno Questel             |       | LREM  |
| 5e                                              | Franck Gilard*      |        | LR     | Claire O'Petit            |       | LREM  |
| * député sortant ne se représentant pas en 2017 |                     |        |        |                           |       |       |

## Rappel des résultats départementaux des élections de 2012
| Parti          | Parti                                | Premier tour | Premier tour | Second tour | Second tour | Sièges |
| Parti          | Parti                                | Voix         | %            | Voix        | %           | Sièges |
| -------------- | ------------------------------------ | ------------ | ------------ | ----------- | ----------- | ------ |
|                | Union pour un mouvement populaire    | 52 006       | 21,61        | 71 076      | 32,25       | 2      |
|                | Nouveau centre                       | 31 489       | 13,08        | 44 896      | 20,38       | 1      |
|                | Divers droite dont DLR, PCD          | 1 702        | 0,71         |             |             | 0      |
|                | Droite parlementaire                 | 85 197       | 35,40        | 115 972     | 52,63       | 3      |
|                |                                      |              |              |             |             |        |
|                | Parti socialiste                     | 52 453       | 21,79        | 70 233      | 31,88       | 2      |
|                | Parti radical de gauche              | 15 164       | 6,30         | 19 544      | 8,87        | 0      |
|                | Divers gauche dont MRC               | 11 419       | 4,74         |             |             | 0      |
|                | Europe Écologie Les Verts            | 10 357       | 4,30         | 0           |             |        |
|                | Majorité présidentielle              | 89 393       | 37,14        | 89 777      | 40,74       | 2      |
|                |                                      |              |              |             |             |        |
|                | Front national                       | 41 489       | 17,24        | 14 608      | 6,62        | 0      |
|                | Front de gauche                      | 14 220       | 5,91         |             |             | 0      |
|                | Mouvement démocrate                  | 4 323        | 1,80         | 0           |             |        |
|                | Extrême gauche dont LO, NPA et POI   | 3 098        | 1,29         | 0           |             |        |
|                | Le Trèfle - Les nouveaux écologistes | 1 323        | 0,55         | 0           |             |        |
|                | Extrême droite                       | 1 007        | 0,42         | 0           |             |        |
|                | Régionaliste                         | 343          | 0,14         | 0           |             |        |
|                | Divers                               | 285          | 0,12         | 0           |             |        |
|                |                                      |              |              |             |             |        |
| Inscrits       | Inscrits                             | 418 063      | 100,00       | 417 974     | 100,00      | 5      |
| Abstentions    | Abstentions                          | 173 638      | 41,53        | 184 176     | 44,06       |        |
| Votants        | Votants                              | 244 425      | 58,47        | 233 798     | 55,94       |        |
| Blancs et nuls | Blancs et nuls                       | 3 747        | 1,53         | 13 441      | 5,75        |        |
| Exprimés       | Exprimés                             | 240 678      | 98,47        | 220 357     | 94,25       |        |

## Résultats

### Résultats à l'échelle du département
| Parti                  | Parti                                | Parti                  | Premier tour | Premier tour | Second tour | Second tour   | Sièges | +/-           |
| Parti                  | Parti                                | Parti                  | Voix         | %            | Voix        | %             | Sièges | +/-           |
| ---------------------- | ------------------------------------ | ---------------------- | ------------ | ------------ | ----------- | ------------- | ------ | ------------- |
|                        | La République en marche              | LREM                   | 57 685       | 27,96        | 81 013      | 48,27         | 4      | Nv.           |
|                        | Front national                       | FN                     | 43 879       | 21,27        | 66 015      | 39,34         | 0      | en stagnation |
|                        | La France insoumise                  | FI                     | 24 446       | 11,85        |             |               | 0      | en stagnation |
|                        | Les Républicains                     | LR                     | 16 034       | 7,77         | 0           | 2             |        |               |
|                        | Mouvement démocrate                  | MoDem                  | 12 867       | 6,24         | 20 788      | 12,39         | 1      | 1             |
|                        | Union des démocrates et indépendants | UDI                    | 12 822       | 6,22         |             |               | 0      | en stagnation |
|                        | Parti socialiste                     | PS                     | 8 452        | 4,10         | 0           | 2             |        |               |
|                        | Écologiste                           | ECO                    | 7 181        | 3,48         | 0           | en stagnation |        |               |
|                        | Divers droite                        | DVD                    | 6 576        | 3,19         | 0           | en stagnation |        |               |
|                        | Divers                               | DIV                    | 5 989        | 2,90         | 0           | en stagnation |        |               |
|                        | Parti communiste français            | PCF                    | 4 000        | 1,94         | 0           | en stagnation |        |               |
|                        | Debout la France                     | DLF                    | 2 176        | 1,05         | 0           | en stagnation |        |               |
|                        | Extrême gauche                       | EXG                    | 2 163        | 1,05         | 0           | en stagnation |        |               |
|                        | Divers gauche                        | DVG                    | 1 580        | 0,77         | 0           | en stagnation |        |               |
|                        | Extrême droite                       | EXD                    | 455          | 0,22         | 0           | en stagnation |        |               |
|                        |                                      |                        |              |              |             |               |        |               |
| Suffrages exprimés     | Suffrages exprimés                   | Suffrages exprimés     | 206 305      | 97,53        | 167 816     | 89,83         |        |               |
| Vote blancs            | Vote blancs                          | Vote blancs            | 3 851        | 1,82         | 14 176      | 7,59          |        |               |
| Vote nuls              | Vote nuls                            | Vote nuls              | 1 368        | 0,65         | 4 821       | 2,58          |        |               |
| Total                  | Total                                | Total                  | 211 524      | 100          | 186 813     | 100           | 5      | en stagnation |
| Abstentions            | Abstentions                          | Abstentions            | 216 191      | 50,55        | 240 876     | 56,32         |        |               |
| Inscrits/participation | Inscrits/participation               | Inscrits/participation | 427 715      | 49,45        | 427 689     | 43,68         |        |               |

### Résultats par circonscription

#### Première circonscription
Député sortant : Bruno Le Maire (Les Républicains).
|                                                                        |                                                                                |                           |                           |                          |                          |
|                                                                        |                                                                                | Premier tour 11 juin 2017 | Premier tour 11 juin 2017 | Second tour 18 juin 2017 | Second tour 18 juin 2017 |
|                                                                        |                                                                                |                           |                           |                          |                          |
|                                                                        |                                                                                | Nombre                    | % des inscrits            | Nombre                   | % des inscrits           |
| Inscrits                                                               | Inscrits                                                                       | 86 416                    | 100,00                    | 86 406                   | 100,00                   |
| Abstentions                                                            | Abstentions                                                                    | 44 944                    | 52,01                     | 49 892                   | 57,74                    |
| Votants                                                                | Votants                                                                        | 41 472                    | 47,99                     | 36 514                   | 42,26                    |
|                                                                        |                                                                                |                           | % des votants             |                          | % des votants            |
| Bulletins blancs                                                       | Bulletins blancs                                                               | 772                       | 1,86                      | 2 457                    | 6,73                     |
| Bulletins nuls                                                         | Bulletins nuls                                                                 | 286                       | 0,69                      | 898                      | 2,46                     |
| Suffrages exprimés                                                     | Suffrages exprimés                                                             | 40 414                    | 97,45                     | 33 159                   | 90,81                    |
|                                                                        |                                                                                |                           |                           |                          |                          |
| Étiquette politique                                                    | Étiquette politique                                                            | Voix                      | % des exprimés            | Voix                     | % des exprimés           |
|                                                                        |                                                                                |                           |                           |                          |                          |
|                                                                        | Bruno Le Maire (député sortant) La République en marche                        | 17 967                    | 44,46                     | 21 398                   | 64,53                    |
|                                                                        | Fabienne Delacour Front national                                               | 8 927                     | 22,09                     | 11 761                   | 35,47                    |
|                                                                        | Michaël Després La France insoumise                                            | 4 621                     | 11,43                     |                          |                          |
|                                                                        | Coumba Dioukhané Les Républicains                                              | 2 489                     | 6,16                      |                          |                          |
|                                                                        | Laëtitia Sanchez Europe Écologie Les Verts                                     | 1 992                     | 4,93                      |                          |                          |
|                                                                        | Nicolas Miguet Divers (Rassemblement des contribuables français)               | 1 041                     | 2,58                      |                          |                          |
|                                                                        | Véronique Allo Écologiste (Confédération pour l'homme, l'animal et la planète) | 780                       | 1,93                      |                          |                          |
|                                                                        | Maryata Konté Parti communiste français                                        | 566                       | 1,40                      |                          |                          |
|                                                                        | Michaële Le Goff Divers (Parti citoyen pour les animaux)                       | 472                       | 1,17                      |                          |                          |
|                                                                        | Denis Panier Lutte ouvrière                                                    | 440                       | 1,09                      |                          |                          |
|                                                                        | Fataumata Niakate Debout la France                                             | 405                       | 1,00                      |                          |                          |
|                                                                        | Remzi Sekerci Divers (Parti égalité et justice)                                | 291                       | 0,72                      |                          |                          |
|                                                                        | Frédérique Manley Divers (Union populaire républicaine)                        | 245                       | 0,61                      |                          |                          |
|                                                                        | Sid-Ali Ferrouk Divers                                                         | 122                       | 0,30                      |                          |                          |
|                                                                        | Patricia Saint-Georges Divers gauche (Parti de la démondialisation)            | 41                        | 0,10                      |                          |                          |
|                                                                        | Wilfried Paris Divers                                                          | 14                        | 0,03                      |                          |                          |
|                                                                        | Minatou Graibis Divers                                                         | 1                         | 0,00                      |                          |                          |
| Source : Ministère de l'Intérieur - Première circonscription de l'Eure |                                                                                |                           |                           |                          |                          |

#### Deuxième circonscription
Député sortant : Jean-Louis Destans (Parti socialiste).
|                                                                        |                                                                            |                           |                           |                          |                          |
|                                                                        |                                                                            | Premier tour 11 juin 2017 | Premier tour 11 juin 2017 | Second tour 18 juin 2017 | Second tour 18 juin 2017 |
|                                                                        |                                                                            |                           |                           |                          |                          |
|                                                                        |                                                                            | Nombre                    | % des inscrits            | Nombre                   | % des inscrits           |
| Inscrits                                                               | Inscrits                                                                   | 78 467                    | 100,00                    | 78 471                   | 100,00                   |
| Abstentions                                                            | Abstentions                                                                | 38 775                    | 49,42                     | 43 268                   | 55,14                    |
| Votants                                                                | Votants                                                                    | 39 692                    | 50,58                     | 35 203                   | 44,86                    |
|                                                                        |                                                                            |                           | % des votants             |                          | % des votants            |
| Bulletins blancs                                                       | Bulletins blancs                                                           | 738                       | 1,86                      | 2 698                    | 7,66                     |
| Bulletins nuls                                                         | Bulletins nuls                                                             | 244                       | 0,61                      | 797                      | 2,26                     |
| Suffrages exprimés                                                     | Suffrages exprimés                                                         | 38 710                    | 97,53                     | 31 708                   | 90,07                    |
|                                                                        |                                                                            |                           |                           |                          |                          |
| Étiquette politique                                                    | Étiquette politique                                                        | Voix                      | % des exprimés            | Voix                     | % des exprimés           |
|                                                                        |                                                                            |                           |                           |                          |                          |
|                                                                        | Fabien Gouttefarde La République en marche                                 | 13 516                    | 34,92                     | 20 056                   | 63,25                    |
|                                                                        | Emmanuel Camoin Front national                                             | 7 563                     | 19,54                     | 11 652                   | 36,75                    |
|                                                                        | Jean-Paul Legendre Les Républicains (Union des démocrates et indépendants) | 5 256                     | 13,58                     |                          |                          |
|                                                                        | Nathalie Pacouret La France insoumise                                      | 4 125                     | 10,66                     |                          |                          |
|                                                                        | Valéry Beuriot Parti communiste français                                   | 2 725                     | 7,04                      |                          |                          |
|                                                                        | Jean-Pierre Nicolas Divers droite                                          | 2 160                     | 5,58                      |                          |                          |
|                                                                        | Juliette Poulet Divers (Parti citoyen pour les animaux)                    | 1 215                     | 3,14                      |                          |                          |
|                                                                        | Michel Champredon Divers gauche (Parti radical de gauche)                  | 1 121                     | 2,90                      |                          |                          |
|                                                                        | Mélanie Peyraud Lutte ouvrière                                             | 402                       | 1,04                      |                          |                          |
|                                                                        | Pierre Dollié Divers droite (577-Les Indépendants)                         | 355                       | 0,92                      |                          |                          |
|                                                                        | Nadège Alexandre Divers (Union populaire républicaine)                     | 272                       | 0,70                      |                          |                          |
| Source : Ministère de l'Intérieur - Deuxième circonscription de l'Eure |                                                                            |                           |                           |                          |                          |

#### Troisième circonscription
Député sortant : siège vacant.
|                                                                         |                                                                            |                           |                           |                          |                          |
|                                                                         |                                                                            | Premier tour 11 juin 2017 | Premier tour 11 juin 2017 | Second tour 18 juin 2017 | Second tour 18 juin 2017 |
|                                                                         |                                                                            |                           |                           |                          |                          |
|                                                                         |                                                                            | Nombre                    | % des inscrits            | Nombre                   | % des inscrits           |
| Inscrits                                                                | Inscrits                                                                   | 84 403                    | 100,00                    | 84 388                   | 100,00                   |
| Abstentions                                                             | Abstentions                                                                | 40 775                    | 48,31                     | 45 650                   | 54,10                    |
| Votants                                                                 | Votants                                                                    | 43 628                    | 51,69                     | 38 738                   | 45,90                    |
|                                                                         |                                                                            |                           | % des votants             |                          | % des votants            |
| Bulletins blancs                                                        | Bulletins blancs                                                           | 796                       | 1,82                      | 2 728                    | 7,04                     |
| Bulletins nuls                                                          | Bulletins nuls                                                             | 307                       | 0,70                      | 947                      | 2,44                     |
| Suffrages exprimés                                                      | Suffrages exprimés                                                         | 42 525                    | 97,47                     | 35 063                   | 90,51                    |
|                                                                         |                                                                            |                           |                           |                          |                          |
| Étiquette politique                                                     | Étiquette politique                                                        | Voix                      | % des exprimés            | Voix                     | % des exprimés           |
|                                                                         |                                                                            |                           |                           |                          |                          |
|                                                                         | Marie Tamarelle-Verhaeghe Mouvement démocrate                              | 12 867                    | 30,26                     | 20 788                   | 59,29                    |
|                                                                         | Timothée Houssin Front national                                            | 9 131                     | 21,47                     | 14 275                   | 40,71                    |
|                                                                         | Pierre Bibet Union des démocrates et indépendants                          | 6 879                     | 16,18                     |                          |                          |
|                                                                         | Gwenhaël Lavergne La France insoumise                                      | 5 173                     | 12,16                     |                          |                          |
|                                                                         | Isabelle Duong Divers droite (Les Républicains diss.)                      | 3 616                     | 8,50                      |                          |                          |
|                                                                         | Marie-Claire Haki Parti socialiste                                         | 2 262                     | 5,32                      |                          |                          |
|                                                                         | Christine Régentête Europe Écologie Les Verts                              | 1 257                     | 2,96                      |                          |                          |
|                                                                         | Claudette Balleydier Lutte ouvrière                                        | 475                       | 1,12                      |                          |                          |
|                                                                         | Mathieu Normand Écologiste (Génération écologie - Parti radical de gauche) | 428                       | 1,01                      |                          |                          |
|                                                                         | Béatrice Palacios Divers (Union populaire républicaine)                    | 242                       | 0,57                      |                          |                          |
|                                                                         | Christine Amanieu Divers gauche (Nouvelle Donne)                           | 195                       | 0,46                      |                          |                          |
| Source : Ministère de l'Intérieur - Troisième circonscription de l'Eure |                                                                            |                           |                           |                          |                          |

#### Quatrième circonscription
Député sortant : François Loncle (Parti socialiste).
|                                                                         |                                                                                   |                           |                           |                          |                          |
|                                                                         |                                                                                   | Premier tour 11 juin 2017 | Premier tour 11 juin 2017 | Second tour 18 juin 2017 | Second tour 18 juin 2017 |
|                                                                         |                                                                                   |                           |                           |                          |                          |
|                                                                         |                                                                                   | Nombre                    | % des inscrits            | Nombre                   | % des inscrits           |
| Inscrits                                                                | Inscrits                                                                          | 89 940                    | 100,00                    | 89 940                   | 100,00                   |
| Abstentions                                                             | Abstentions                                                                       | 46 104                    | 51,26                     | 51 393                   | 57,14                    |
| Votants                                                                 | Votants                                                                           | 43 836                    | 48,74                     | 38 547                   | 42,86                    |
|                                                                         |                                                                                   |                           | % des votants             |                          | % des votants            |
| Bulletins blancs                                                        | Bulletins blancs                                                                  | 823                       | 1,88                      | 3 176                    | 8,24                     |
| Bulletins nuls                                                          | Bulletins nuls                                                                    | 257                       | 0,59                      | 1 073                    | 2,78                     |
| Suffrages exprimés                                                      | Suffrages exprimés                                                                | 42 756                    | 97,54                     | 34 298                   | 88,98                    |
|                                                                         |                                                                                   |                           |                           |                          |                          |
| Étiquette politique                                                     | Étiquette politique                                                               | Voix                      | % des exprimés            | Voix                     | % des exprimés           |
|                                                                         |                                                                                   |                           |                           |                          |                          |
|                                                                         | Bruno Questel La République en marche                                             | 14 238                    | 33,30                     | 20 755                   | 60,51                    |
|                                                                         | Doris Perreaux Front national                                                     | 9 219                     | 21,56                     | 13 543                   | 39,49                    |
|                                                                         | Arnaud Levitre La France insoumise (Parti communiste français)                    | 6 113                     | 14,30                     |                          |                          |
|                                                                         | François-Xavier Priollaud Union des démocrates et indépendants (Les Républicains) | 5 943                     | 13,90                     |                          |                          |
|                                                                         | Richard Jacquet Parti socialiste                                                  | 2 993                     | 7,00                      |                          |                          |
|                                                                         | Alexis Fraisse Europe Écologie Les Verts                                          | 1 842                     | 4,31                      |                          |                          |
|                                                                         | Carole Deboos Debout la France                                                    | 918                       | 2,15                      |                          |                          |
|                                                                         | Christophe Solal Lutte ouvrière                                                   | 442                       | 1,03                      |                          |                          |
|                                                                         | Jean-Thomas Baudouin Divers (Union populaire républicaine)                        | 414                       | 0,97                      |                          |                          |
|                                                                         | David Desfresne Divers                                                            | 293                       | 0,69                      |                          |                          |
|                                                                         | Nelly Abergel Divers gauche (Nouvelle Donne)                                      | 223                       | 0,52                      |                          |                          |
|                                                                         | François-Marie Peloffy Divers                                                     | 118                       | 0,28                      |                          |                          |
| Source : Ministère de l'Intérieur - Quatrième circonscription de l'Eure |                                                                                   |                           |                           |                          |                          |

#### Cinquième circonscription
Député sortant : Franck Gilard (Les Républicains).
|                                                                         |                                                                                 |                           |                           |                          |                          |
|                                                                         |                                                                                 | Premier tour 11 juin 2017 | Premier tour 11 juin 2017 | Second tour 18 juin 2017 | Second tour 18 juin 2017 |
|                                                                         |                                                                                 |                           |                           |                          |                          |
|                                                                         |                                                                                 | Nombre                    | % des inscrits            | Nombre                   | % des inscrits           |
| Inscrits                                                                | Inscrits                                                                        | 88 480                    | 100,00                    | 88 484                   | 100,00                   |
| Abstentions                                                             | Abstentions                                                                     | 45 583                    | 51,52                     | 50 673                   | 57,27                    |
| Votants                                                                 | Votants                                                                         | 42 897                    | 48,48                     | 37 811                   | 42,73                    |
|                                                                         |                                                                                 |                           | % des votants             |                          | % des votants            |
| Bulletins blancs                                                        | Bulletins blancs                                                                | 769                       | 1,79                      | 3 117                    | 8,24                     |
| Bulletins nuls                                                          | Bulletins nuls                                                                  | 227                       | 0,53                      | 1 106                    | 2,93                     |
| Suffrages exprimés                                                      | Suffrages exprimés                                                              | 41 901                    | 97,68                     | 33 588                   | 88,83                    |
|                                                                         |                                                                                 |                           |                           |                          |                          |
| Étiquette politique                                                     | Étiquette politique                                                             | Voix                      | % des exprimés            | Voix                     | % des exprimés           |
|                                                                         |                                                                                 |                           |                           |                          |                          |
|                                                                         | Claire O'Petit La République en marche                                          | 11 965                    | 28,56                     | 18 804                   | 55,98                    |
|                                                                         | Vincent Taillieu Front national                                                 | 9 039                     | 21,57                     | 14 784                   | 44,02                    |
|                                                                         | Alexandre Rassaërt Les Républicains (Union des démocrates et indépendants)      | 8 289                     | 19,78                     |                          |                          |
|                                                                         | Pierre Zimmermann La France insoumise                                           | 4 414                     | 10,53                     |                          |                          |
|                                                                         | Martine Seguela Parti socialiste                                                | 3 197                     | 7,63                      |                          |                          |
|                                                                         | Joëlle Fontaine Écologiste (Confédération pour l'homme, l'animal et la planète) | 882                       | 2,10                      |                          |                          |
|                                                                         | Michael Barton Debout la France                                                 | 853                       | 2,04                      |                          |                          |
|                                                                         | Liliane Bernini Parti communiste français                                       | 709                       | 1,69                      |                          |                          |
|                                                                         | Joëlle Graebling Divers (Parti citoyen pour les animaux)                        | 511                       | 1,22                      |                          |                          |
|                                                                         | Carl Lang Extrême droite (Union des Patriotes - Parti de la France)             | 455                       | 1,09                      |                          |                          |
|                                                                         | Karine Ventura Divers (Parti animaliste)                                        | 417                       | 1,00                      |                          |                          |
|                                                                         | Anne-Marie Colin Lutte ouvrière                                                 | 404                       | 0,96                      |                          |                          |
|                                                                         | Patrick Delattre Divers(Union populaire républicaine)                           | 321                       | 0,77                      |                          |                          |
|                                                                         | Amor Louhichi Divers droite (Union des démocrates et indépendants diss.)        | 294                       | 0,70                      |                          |                          |
|                                                                         | Dominique Dos Santos Divers droite (Résistons)                                  | 151                       | 0,36                      |                          |                          |
| Source : Ministère de l'Intérieur - Cinquième circonscription de l'Eure |                                                                                 |                           |                           |                          |                          |